# 難波弘之
難波 弘之（なんば ひろゆき、1953年9月9日 -）は、日本のキーボード奏者、作曲家・編曲家、SF作家である。東京都豊島区巣鴨出身。学習院大学法学部法学科卒業。東京音楽大学音楽学部教授（作曲指揮（映画放送音楽コース））。日本作編曲家協会（JCAA）理事、日本ポピュラー音楽学会会員。
父の渡辺弘はジャズ・アコーディオン奏者（サックス奏者の渡辺弘とは同姓同名の別人）で、SF作家広瀬正のバンド仲間だった。母は上野音楽学校（東京芸術大学の前身）出身の声楽家。祖父の家を継ぐために養子になったため、難波姓となった。長女は歌手でシンガーソングライターの玲里。

## 来歴・人物

### 音楽家として
両親が音楽家ということもあり、4歳よりピアノを始める。学習院大学在学中より、プロミュージシャンとして活動を始め、1975年に鳴瀬喜博の誘いで「金子マリ&バックスバニー」に加入、キーボーディストとして活躍。その後、プログレッシブ・ロックバンド「SENSE OF WONDER」を結成。
1979年には1stソロアルバム『センス・オブ・ワンダー』（キングレコード）をリリースした。このアルバムでは、ジャケットを手塚治虫、ライナーノーツを中島梓が綴っている。この頃から、山下達郎のコンサートツアーなどにも参加するようになる。
1984年6月16日、東京ヤクルトホールで行われたイベントでシンセサイザー100台をMIDIで接続し、同時に発音して演奏をした。スポンサーであったシーケンシャルサーキットより発売されたSIXTRACKの販促を兼ねたライブであり、後にギネスブックに登録された。
1988年に東京音楽大学講師となる。さらに、NHK教育テレビの音楽番組『ベストサウンド』の講師（アシスタントは中村あゆみ）、TBS系音楽番組『三宅裕司のいかすバンド天国』の審査員をするなど、メディアへの露出も増えていった。また、このころから日本ファルコムのゲームミュージック『ソーサリアン』『イースII』のアレンジを手がけるようになり、以後、数年にわたって日本ファルコムのゲームミュージックのアレンジを多数手がけることとなった。
1990年より、山羊智詞&赤羽楽団に参加。各セッションのメインコンポーザーとして手腕を発揮する。
1993年ごろは、是方博邦とともに、テレビ東京系クイズ番組『タモリの音楽は世界だ!』にレギュラー出演もしていた。また、是方博邦、東原力哉、鳴瀬喜博らとともにバンド「野獣王国」を結成・活動をするかたわら、1994年から1998年まで桐朋学園芸術短期大学の講師も務めていた。また、1997年に五十嵐久勝（元ノヴェラ）とユニット「NUOVO IMMIGRATO」を結成、現在までに4枚のアルバムを発表。
山下達郎、是方博邦らと親交が深い。他にも世良公則やRED WARRIORSなど、これまでサポートしてきたミュージシャンは多数。
2011年、演劇集団キャラメルボックスが世界初の舞台化した「夏への扉」（ハインライン原作）に楽曲を提供した。
2019年5月30日、白板症の治療のため同年6月3日より入院することを報告した。それに伴い、一部ライブ出演をキャンセルすることを発表。なお、バンドメンバーとして参加予定であった山下達郎のコンサートにおいては、一部延期振替公演を発表した。

### SF作家として
学習院中等科在学中からSFファン活動を開始。『宇宙塵』に入会する他、自らファン・グループ「全日本青少年SFターミナル」を主宰してファンジン『SFファンジン』を刊行。
また、1968年に中学三年生の15歳にしてSF短編『青銅色の死』で安倍能成文学賞（初等科から大学までの、学習院在学中のすべての学生を対象とした賞）を受賞した。また、学習院の2年後輩の後のSF評論家巽孝之と交遊することとなり、巽が主宰する同人誌『科学魔界』にSF小説を発表。
アルバム『センス・オブ・ワンダー』発売後、短篇集『飛行船の上のシンセサイザー弾き』『鍵盤帝国の劇襲』（ハヤカワ文庫）、『ときめき ROCKIN’WAY』（コバルト文庫）など、音楽が重要モチーフとなっている作品を出版した。また、SF作家の小説作品のイメージアルバムも多数手がけている。日本SF作家クラブ会員として、日本SF大賞の審査員も務めた。日本推理作家協会会員でもある。
2010年から、SFファングループ「全日本中高年SFターミナル」を主催し、イスカーチェリ、BAMU、科学魔界の三誌合同誌としてファンジン『SFファンジン』を刊行。

## ディスコグラフィ

### 難波弘之
- センス・オブ・ワンダー（1979年9月21日、キングレコード SKS（S）-1032）
  - アルジャーノンに花束を/都市と星/ソラリスの陽のもとに/リング･ワールド/火星人ゴーホーム/地球の緑の丘/鋼鉄都市/虎よ!虎よ!/いちご色の窓/夏への扉
- PARTY TONIGHT（1981年5月21日、RVC RAL-8503）
  - OVERTURE/パーマエルドリッチの三つの聖痕1）EYES　2）HANDS　3）TEETH/夢中楼閣/パーティ･トゥナイト（地球を遠く離れて）/ロスト･ラヴ/渇きの海/シルバーグレイの街
- 飛行船の上のシンセサイザー弾き（1982年1月21日、RVC）
- ブルジョワジーの秘かな愉しみ（1985年3月21日、RVC）
- Ｎ氏の天球儀（1986年4月21日、RVC）
- Childhood's End～幼年期の終り～（2013年5月22日、キングレコード）
- 一生鍵命（2016年9月7日、キングレコード）※デビュー40周年記念アルバム[6]

シングル
- キー・ステーション / メッセージ（1982年、RVC）
- Who Done It?（30cm Mini Album）（1983年、RVC）
  - Who Done It?（Part 1）/Who Done It?（Part 2）/Hiru No Yume/Tropical Exposition
- Rain / メビウスナイト（1987年、RVC）
- 7 1/2（Seven Half） / DUNE（1988年、RVC）

### センス・オブ・ワンダー
- 真幻魔大戦 イメージアルバム（1984年3月25日、徳間ジャパンコミュニケーションズ）
- グリーン・レクイエム（1984年4月21日、キングレコードK28G-7183/K28H-4202）
- 大原まり子〜銀河ネットワークで歌を歌ったクジラ〜（1985年12月15日、キャニオンレコードC250406）
- SYNPHOBEAT（1987年4月21日、RVC）
- AQUA PLANET（1988年9月7日、BMGビクター）
- Earth Side（2001年11月12日、クールコーポレーション）

### 野獣王国
- 野獣王国LIVE（1997年1月31日、ブラックボックス）
- パワー・ジャングル（1998年5月22日、キングレコード）
- フル・ファンタジー（2000年10月25日、キングレコード）
- 幻想水滸伝 音楽集（2001年12月29日、コナミ）
- CANDY（2002年、コナミ）
- PEACE（2007年、ベガ・ミュージックエンタテインメント）

### nuovo immigrato
- nuovo immigrato（1997年9月21日、トライクル）
- II（2003年4月30日、ディウレコード）
- 4 the LOVE EYE had-Live at Tokyo 2008（2009年10月23日）
- UNDERWATER（2011年10月19日、NUOVO IMMIGRATO）

### A.P.J.
- A.P.J.（2000年11月22日、キングレコード）
- Labyrinthos（2002年11月7日、コナミメディアエンタテインメント）
- e（2006年4月8日、ベガ・ミュージックエンタテインメント）
- 流線型のもつれ（2014年12月5日、shiosai ZiZO Label）
- 王様の耳はパンの耳（2025年3月23日、ハルニレ)

### Nelson Super Project
- Nelson Magic（2002年 esqDesk / 2008年10月8日 Deluxe Edition ユニバーサル ミュージック）
- Nelson Motown+（2008年10月29日 ユニバーサル ミュージック）

### Vives
- Vibes（2003年7月23日、日本コロムビア）
- Vibes II（2004年4月21日、日本コロムビア）

シングル
- In your eyes（2004年2月25日、日本コロムビア）

### ExhiVision
- ExhiVision（2004年4月10日、ZiZO SHCZ-28）
- OVEREXPOSURE（2007年10月7日、dreammaker RLCG-0003）
- Beyond The Earthbound（2008年8月6日、Universal Music UICZ-4184）

### eden
- eden（2008年10月15日、ソニー・ミュージックダイレクト）

### The HITS!?
- Hot Chili（2011年8月31日、SPACE SHOWER MUSIC）

### ベスト盤・その他
- TOKYO FUSION NIGHT（1978年・ポリドール・2008年・ユニバーサル ミュージック）
- Falcom  NAMBA Collection（1992年・キングレコード）
- 2001：A WONDER ODYSSEY（2001年7月25日、BMGファンハウス） - SENSE OF WONDER結成20周年記念2枚組ベスト盤
- 難波弘之 ゴールデン・ベスト（2006年7月26日、BMGジャパン） - デビュー30周年記念盤
- 難波弘之 ゴールデン☆ベスト 難波弘之WORKS（2008年7月23日、ユニバーサル ミュージック）

### 提供曲
- アンジュネッツ-クリスピー・ギャル（1981年、キャロル・ホンダ作詞、難波弘之作曲・編曲、ワーナーパイオニア、「恋のダディ・オー」c/w）
- セイル・アウェイ-セイル・アウェイ（1981年5月25日、西川一彦作詞・作曲、難波弘之編曲・小室和之コーラスアレンジ、ワーナーパイオニア）
- セイル・アウェイ-From Monday till Sunday（1981年5月25日、六川真理作詞、大久保龍作曲、難波弘之編曲、小室和之コーラスアレンジ、ワーナーパイオニア）
- セイル・アウェイ-Wing Song（六川真理作詞、大久保龍作曲、セイル・アウェイ・難波弘之編曲、ワーナーパイオニア）
- セイル・アウェイ-ただのLove Song（六川真理作詞、小室和之作曲、セイル・アウェイ・難波弘之編曲、ワーナーパイオニア）
- セイル・アウェイ-Hello Summer, Good-bye（六川真理作詞、小室和之作曲、セイル・アウェイ・難波弘之編曲、ワーナーパイオニア）
- 水谷圭-スロータッチ／クライマックス（両面とも、1983年、竜真知子作詞、筒美京平作曲、難波弘之編曲、EXPRESS/東芝EMI）
- 五十嵐夕紀-何もなかったように（1985年、亜蘭知子作詞、織田哲郎作曲、難波弘之編曲、Victor）
- 芳本美代子-横顔のフィナーレ（1986年12月14日、松本一起作詞、難波弘之作曲、大村雅朗編曲、テイチク）
- 西城秀樹-Rain Of Dream 夢の罪（1986年9月5日、松本一起作詞、沢村拓二作曲、難波弘之編曲、RCA ⁄ RVC）
- 西城秀樹-君を三日間待っていた。（1987年2月21日、作詞松本一起、作曲高見沢俊彦、難波弘之編曲、RVC）
- あおい輝彦-愛の歴史（1987年10月5日、なかにし礼作詞、鈴木キサブロー作曲、難波弘之編曲、キャニオン）
- 松本伊代-風のFMステーション（編曲のみ）
- 松本伊代-愛の聖書（編曲のみ）
- 松本伊代-If You Are By My Side（編曲のみ）
- 松本伊代-南十字星（編曲のみ）

## サウンドトラック
- ダロス（1983-1984年、OVA）
- 里見八犬伝（1983年、東映・映画） - 劇中音楽もNOBODY・佐久間正英らと担当
- セーラー服通り（1986年、TBS・テレビドラマ）※レコード会社の作曲家役でゲスト出演
- デジタル・デビル物語 女神転生（1987年、OVA）
- 宇宙の戦士（1988年、OVA）
- いつか行く旅（1989年、テレビ朝日）
- バオー来訪者（1989年、OVA）
- 桃太郎伝説（1989年、テレビ東京・テレビアニメ）
- レスラー軍団〈銀河編〉 聖戦士ロビンJr.（1989年、テレビ東京・テレビアニメ）
- 創竜伝（1991年、OVA）
- スチュワーデスの恋人（1994年、TBS・テレビドラマ）
- アミテージ・ザ・サード（1995年、OVA）
- BURN-UP W（1996年、OVA）
- ひまわり（1996年、NHK連続テレビ小説）
- 街 〜運命の交差点〜（1998年、セガサターン用ゲーム）
- DTエイトロン（1998年、フジテレビ・テレビアニメ）
- トランスフォーマー カーロボット（2000年、テレビ東京・テレビアニメ）

## 出演
- ビクター・ザ・ミュージック（エフエム東京）

## 書誌情報

### 小説作品
- 飛行船の上のシンセサイザー弾き（1982年1月、文化出版局、1985年11月、早川書房ハヤカワ文庫） ISBN 4-15-030210-3
- ときめきrockin'way（1987年9月、集英社コバルト文庫） ISBN 4-08-611086-5
- きらめきLovin'heart（1989年8月、コバルト文庫） ISBN 4-08-611323-6
- 鍵盤帝国の劇襲（1991年2月、ハヤカワ文庫） ISBN 4-15-030343-6

### その他
- 難波弘之 スーパー・ベスト（1986年5月、ドレミ楽譜出版社コンプリート・スコア・シリーズ） ISBN 4-8108-5844-8
- 証言!日本のロック70's ニュー・ロック／ハード・ロック／プログレッシヴ・ロック編（井上貴子共編、2009年4月、アルテスパブリッシング） ISBN 978-4-903951-15-7
- 楽譜 証言!日本のロック70's 2 ニューミュージック~パンク・ロック編（編著、井上貴子共編著、2009年12月、アルテスパブリッシング） ISBN 978-4-903951-25-6